# فريدريك ر. باين جونيور
فريدريك ر. باين جونيور (بالإنجليزية: Frederick R. Payne Jr.)‏ هو ضابط أمريكي، ولد في 31 يوليو 1911 في إلميرا في الولايات المتحدة، وتوفي في 6 أغسطس 2015 في رانتشو ميراج في الولايات المتحدة.